# Ludwik Wrodarczyk
Ludwik Wrodarczyk OMI, né le 25 août 1907 à Radzionków, mort le 6 ou 7 décembre 1943 à Karpiłówka, est un prêtre catholique polonais, recteur de la paroisse d'Okopy (diocèse de Lutsk), Juste parmi les nations et serviteur de Dieu.

## Biographie
Ludwik Wrodarczyk est ordonné prêtre le 10 juin 1933 à Obra où se trouve le séminaire des oblats. Il exerce dans les paroisses de la Mère de Dieu à Kodeń (1934-1936) et à Markowice (1936-1939). Le 17 août 1939, il est envoyé par son ordre à Okopy, où, en tant que le recteur de la paroisse catholique, il organise plusieurs pèlerinages, des activités missionnaires et caritatives. En été 1942, après que les Nazis ont commencé la liquidation du ghetto à Rokitno, il offre l’asile à un groupe de juifs, parmi eux les frères Samuel et Alexandre Lévine.
Dans la nuit du 6 au 7 décembre, les villages qui appartiennent à la paroisse d'Okopy sont attaqués et brûlés par l’Armée insurrectionnelle ukrainienne. Pendant l’attaque, presque tous les habitants polonais sont tués. La même nuit, les partisans ukrainiens enlèvent l'abbé Włodarczyk qui, malgré le danger, était resté à l’église paroissiale, en priant.
Ni les circonstances exactes de la mort du prêtre, ni les noms de ses assassins ne sont connus en raison du fait que son corps n’a pas été retrouvé. D’après Leon Żur, il a été tué dans le village ukrainien de Karpiłówka, après de longues tortures – sa poitrine a été ouverte et son cœur arraché. Selon une autre description, par Augustyn Miodek, Ludwik Wrodarczyk a été coupé en deux par un groupe de douze jeunes femmes ukrainiennes, après que les partisans l’ont torturé, dans le village de Moczulanka. Finalement, l’évêque Wincenty Urban déclare que le prêtre a été crucifié sur un arbre par des femmes ukrainiennes, dans la forêt près de Karpiłówka.

## Hommages
Ludwik Wrodaczyk a été proclamé, à titre posthume, Juste parmi les nations, le 20 septembre 2000. L’archidiocèse de Katowice a commencé la procédure préparatoire de sa béatification. 
Une croix commémorative a été élevée à l'emplacement présumé de sa mort par l’ordre des oblats de Marie-Immaculée.